# Антон (община)
Антон (болг. Община Антон) — община в Болгарии. Входит в состав Софийской области. Население составляет 1640 человек.

## Состав общины
В состав общины входят следующие населённые пункты:
1. Антон